# Hubert Irsigler
Hubert Irsigler (* 26. August 1945 in Oberschönhub, Tschechoslowakische Republik) ist ein deutscher römisch-katholischer Theologe (Alttestamentler).

## Leben
Hubert Irsigler studierte katholische Theologie und Orientalistik an der Ludwig-Maximilians-Universität München und der Eberhard Karls Universität Tübingen. Im Jahre 1976 wurde er an der Universität München zum Dr. theol. promoviert. 1983 habilitierte er sich in München mit einem Werk zu Psalm 73. 
1986 wurde Irsigler zum Ordentlichen Professor für Alttestamentliche Wissenschaften an der Otto-Friedrich-Universität Bamberg berufen. Von 1993 bis 1995 war er Dekan der Katholisch-Theologischen Fakultät der Otto-Friedrich-Universität Bamberg.
1998 übernahm er den Lehrstuhl von Lothar Ruppert für Alttestamentliche Literatur und Exegese an der  Albert-Ludwigs-Universität Freiburg. Er war Dekan (2002–2004) und Prodekan (2004–2006) der Theologischen Fakultät der Albert-Ludwigs-Universität Freiburg. 2011 wurde er emeritiert.
1995 wurde Hubert Irsigler als ordentliches Mitglied der Geisteswissenschaftlichen Klasse in die Sudetendeutsche Akademie der Wissenschaften und Künste berufen.
Neben exegetischen Werken veröffentlichte Irsigler auch einen Sprachkurs für das biblische Hebräisch.

## Mitgliedschaften
- Arbeitsgemeinschaft der deutschsprachigen katholischen Alttestamentlerinnen und Alttestamentler (AGAT) (seit 1976)
- Rhein-Main-Exegeten-Treffen (seit 1986)
- Sudetendeutsche Akademie der Wissenschaften und Künste, Geisteswissenschaftliche Klasse (seit 1995)
- Europäische Gesellschaft für Katholische Theologie (ET) (seit 1998)
- Wissenschaftliche Gesellschaft, Freiburg i.Br. (seit 2005)
- Verein zur Förderung der Theologischen Fakultät e.V. (seit 2007)
- Hebraistenverbands e.V. (seit 2011)

## Veröffentlichungen (Auswahl)
- Gottesgericht und Jahwetag. Die Komposition Zef 1,1 - 2,3, untersucht auf der Grundlage der Literarkritik des Zefanjabuches (Arbeiten zu Text und Sprache im Alten Testament, Bd. 3), Sankt Ottilien 1977. (Diss. theol.)
- Einführung in das biblische Hebräisch, Bd. 1: Ausgewählte Abschnitte der althebräischen Grammatik, Sankt Ottilien 1978.
- Einführung in das biblische Hebräisch, Bd. 2: Übungen, Texte, Paradigmen, Sankt Ottilien 1979.
- Psalm 73 - Monolog eines Weisen. Text, Programm, Struktur (Arbeiten zu Text und Sprache im Alten Testament, Bd. 20), Sankt Ottilien 1984. (Diss. habil.)
- Syntax und Text. Beiträge zur 22. Internationalen Ökumenischen Hebräisch-Dozenten-Konferenz 1993 in Bamberg (Arbeiten zu Text und Sprache im Alten Testament, Bd. 40), Sankt Ottilien 1993.
- Vom Adamssohn zum Immanuel. Gastvorträge Pretoria 1996 (Arbeiten zu Text und Sprache im Alten Testament, Bd. 58), Sankt Ottilien 1997.
- Zefanja (Herders Theologischer Kommentar zum Alten Testament), Freiburg u. a. 2002.